# Castianeira trilineata
Castianeira trilineata là một loài nhện trong họ Corinnidae.
Loài này thuộc chi Castianeira. Castianeira trilineata được Nicholas Marcellus Hentz miêu tả năm 1847.